# Campeonato Mundial de Atletismo de 2022 - 800 m feminino
A competição dos 800 metros feminino no Campeonato Mundial de Atletismo de 2022 foi realizada no estádio Hayward Field, em Eugene, nos Estados Unidos, entre os dias 21 a 24 de julho de 2022.

## Recordes
Antes da competição, os recordes eram os seguintes:
| Recorde mundial                               | Jarmila Kratochvílová (TCH) | 1:53.28 | Munique, Alemanha Ocidental | 26 de julho de 1983   |
| Recorde do campeonato                         | Jarmila Kratochvílová (TCH) | 1:54.68 | Helsínquia, Finlândia       | 9 de agosto de 1983   |
| Melhor marca do ano                           | Athing Mu (USA)             | 1:57.01 | Roma, Itália                | 3 de junho de 2022    |
| Recorde da África                             | Pamela Jelimo (KEN)         | 1:54.01 | Zurique, Suiça              | 29 de agosto de 2008  |
| Recorde da Ásia                               | Liu Dong (CHN)              | 1:55.54 | Pequim, China               | 9 de setembro de 1993 |
| Recorde da América do Norte, Central e Caribe | Ana Fidelia Quirot (CUB)    | 1:54.44 | Barcelona, Espanha          | 9 de setembro de 1989 |
| Recorde da América do Sul                     | Letitia Vriesde (SUR)       | 1:56.68 | Gotemburgo, Suécia          | 13 de agosto de 1995  |
| Recorde da Eurpa                              | Jarmila Kratochvílová (TCH) | 1:53.28 | Munique, Alemanha Ocidental | 26 de julho de 1983   |
| Recorde da Oceania                            | Catriona Bisset (AUS)       | 1:58.09 | Chorzów, Polônia            | 20 de junho de 2021   |

## Medalhistas
| Ouro            | Prata                  | Bronze           |
| Athing Mu (USA) | Keely Hodgkinson (GBR) | Mary Moraa (KEN) |

## Tempo de qualificação
| Tempo de qualificação. |
| ---------------------- |
| 1:59.50                |

## Calendário
| Data        | Horário | Fase          |
| ----------- | ------- | ------------- |
| 21 de julho | 17:10   | Eliminatórias |
| 22 de julho | 18:35   | Semifinais    |
| 24 de julho | 18:35   | Final         |

Todos os horários estão no horário local (UTC-7)

## Resultados

### Eliminatórias
Qualificação: Os três primeiros de cada bateria (Q) e os seis melhores tempos (q) das eliminatórias. 

| Pos. | Bateria | Atleta                | Nacionalidade            | Tempo   | Notas |
| ---- | ------- | --------------------- | ------------------------ | ------- | ----- |
| 1    | 1       | Diribe Welteji        | Etiópia                  | 1:58.83 | Q     |
| 2    | 1       | Jemma Reekie          | Grã-Bretanha             | 1:59.09 | Q     |
| 3    | 1       | Adelle Tracey         | Jamaica                  | 1:59.20 | Q,    |
| 4    | 6       | Natoya Goule          | Jamaica                  | 2:00.06 | Q     |
| 5    | 6       | Mary Moraa            | Quênia                   | 2:00.42 | Q     |
| 6    | 4       | Renelle Lamote        | França                   | 2:00.71 | Q     |
| 7    | 6       | Anna Wielgosz         | Polónia                  | 2:00.79 | Q     |
| 8    | 1       | Lindsey Butterworth   | Canadá                   | 2:00.81 | q     |
| 9    | 2       | Keely Hodgkinson      | Grã-Bretanha             | 2:00.88 | Q     |
| 10   | 4       | Freweyni Hailu        | Etiópia                  | 2:00.93 | Q     |
| 11   | 4       | Ajee Wilson           | Estados Unidos           | 2:01.02 | Q     |
| 12   | 6       | Majtie Kolberg        | Alemanha                 | 2:01.21 | q,    |
| 13   | 4       | Alexandra Bell        | Grã-Bretanha             | 2:01.25 | q     |
| 14   | 3       | Athing Mu             | Estados Unidos           | 2:01.30 | Q     |
| 15   | 5       | Raevyn Rogers         | Estados Unidos           | 2:01.36 | Q     |
| 16   | 5       | Habitam Alemu         | Etiópia                  | 2:01.37 | Q     |
| 17   | 3       | Halimah Nakaayi       | Uganda                   | 2:01.41 | Q     |
| 18   | 2       | Anita Horvat          | Eslovênia                | 2:01.48 | Q     |
| 19   | 5       | Noélie Yarigo         | Benim                    | 2:01.58 | Q     |
| 20   | 5       | Prudence Sekgodiso    | África do Sul            | 2:01.60 | q     |
| 21   | 4       | Naomi Korir           | Quênia                   | 2:01.61 | q     |
| 22   | 2       | Lore Hoffmann         | Suíça                    | 2:01.63 | Q     |
| 23   | 2       | Christina Hering      | Alemanha                 | 2:01.63 | q     |
| 24   | 6       | Louise Shanahan       | Irlanda                  | 2:01.71 |       |
| 25   | 3       | Ellie Baker           | Grã-Bretanha             | 2:01.72 | Q     |
| 26   | 5       | Chrisann Gordon       | Jamaica                  | 2:01.91 |       |
| 27   | 3       | Rose Mary Almanza     | Cuba                     | 2:01.96 |       |
| 28   | 3       | Olha Lyakhova         | Ucrânia                  | 2:02.16 |       |
| 29   | 2       | Gayanthika Artigala   | Sri Lanka                | 2:02.35 |       |
| 30   | 1       | Jarinter Mwasya       | Quênia                   | 2:02.35 |       |
| 31   | 6       | Jerneja Smonkar       | Eslovênia                | 2:02.48 |       |
| 32   | 1       | Eveliina Määttänen    | Finlândia                | 2:02.68 |       |
| 33   | 5       | Madeleine Kelly       | Canadá                   | 2:02.71 |       |
| 34   | 2       | Elena Bellò           | Itália                   | 2:02.87 | qR    |
| 35   | 4       | Shafiqua Maloney      | São Vicente e Granadinas | 2:03.00 |       |
| 36   | 1       | Déborah Rodríguez     | Uruguai                  | 2:03.04 |       |
| 37   | 1       | Mariela Luis Real     | México                   | 2:03.24 |       |
| 38   | 6       | Nozomi Tanaka         | Japão                    | 2:03.56 |       |
| 39   | 3       | Assia Raziki          | Marrocos                 | 2:03.77 |       |
| 40   | 4       | Addy Townsend         | Canadá                   | 2:03.79 |       |
| 41   | 5       | Vanessa Scaunet       | Bélgica                  | 2:04.07 |       |
| 42   | 5       | Claudia Hollingsworth | Austrália                | 2:04.11 |       |
| 43   | 3       | Tess Kirsopp-Cole     | Austrália                | 2:05.74 |       |
| 44   | 6       | Hedda Hynne           | Noruega                  | 2:06.27 |       |
| 45   | 2       | Catriona Bisset       | Austrália                | 2:22.25 | qR    |

### Semifinais
Qualificação: Os dois primeiros de cada bateria (Q) e os dois melhores tempos (q) das semifinais.
| Pos. | Bateria | Atleta              | Nacionalidade  | Tempo   | Notas                |
| ---- | ------- | ------------------- | -------------- | ------- | -------------------- |
| 1    | 3       | Athing Mu           | Estados Unidos | 1:58.12 | Q                    |
| 2    | 3       | Diribe Welteji      | Etiópia        | 1:58.16 | Q,                   |
| 3    | 2       | Keely Hodgkinson    | Grã-Bretanha   | 1:58.51 | Q                    |
| 4    | 2       | Natoya Goule        | Jamaica        | 1:58.73 | Q                    |
| 5    | 2       | Raevyn Rogers       | Estados Unidos | 1:58.77 | q                    |
| 6    | 3       | Anita Horvat        | Eslovênia      | 1:59.60 | q,                   |
| 7    | 1       | Mary Moraa          | Quênia         | 1:59.65 | Q                    |
| 8    | 3       | Lore Hoffmann       | Suíça          | 1:59.88 | Recorde da temporada |
| 9    | 1       | Ajee Wilson         | Estados Unidos | 1:59.97 | Q                    |
| 10   | 3       | Prudence Sekgodiso  | África do Sul  | 2:00.01 |                      |
| 11   | 2       | Freweyni Hailu      | Etiópia        | 2:00.11 |                      |
| 12   | 1       | Adelle Tracey       | Jamaica        | 2:00.21 |                      |
| 13   | 3       | Elena Bellò         | Itália         | 2:00.34 |                      |
| 14   | 1       | Habitam Alemu       | Etiópia        | 2:00.37 | Recorde da temporada |
| 15   | 1       | Jemma Reekie        | Grã-Bretanha   | 2:00.43 |                      |
| 16   | 2       | Anna Wielgosz       | Polónia        | 2:00.51 |                      |
| 17   | 3       | Alexandra Bell      | Grã-Bretanha   | 2:00.82 |                      |
| 18   | 1       | Renelle Lamote      | França         | 2:00.86 |                      |
| 19   | 3       | Halimah Nakaayi     | Uganda         | 2:01.05 |                      |
| 20   | 2       | Majtie Kolberg      | Alemanha       | 2:01.36 |                      |
| 21   | 1       | Lindsey Butterworth | Canadá         | 2:01.39 |                      |
| 22   | 2       | Noélie Yarigo       | Benim          | 2:01.52 |                      |
| 23   | 1       | Christina Hering    | Alemanha       | 2:01.57 |                      |
| 24   | 2       | Ellie Baker         | Reino Unido    | 2:02.77 |                      |
| 25   | 3       | Naomi Korir         | Quênia         | 2:03.08 |                      |
| 26   | 2       | Catriona Bisset     | Austrália      | 2:05.20 |                      |

### Final
A final ocorreu dia 24 de julho às 18:35.
| Pos.              | Atleta           | Nacionalidade  | Tempo   | Notas                |
| ----------------- | ---------------- | -------------- | ------- | -------------------- |
| Medalha de ouro   | Athing Mu        | Estados Unidos | 1:56.30 | Melhor marca do ano  |
| Medalha de prata  | Keely Hodgkinson | Grã-Bretanha   | 1:56.38 | Recorde da temporada |
| Medalha de bronze | Mary Moraa       | Quênia         | 1:56.71 | Recorde pessoal      |
| 4                 | Diribe Welteji   | Etiópia        | 1:57.02 | Recorde pessoal      |
| 5                 | Natoya Goule     | Jamaica        | 1:57.90 | Recorde da temporada |
| 6                 | Raevyn Rogers    | Estados Unidos | 1:58.26 |                      |
| 7                 | Anita Horvat     | Eslovênia      | 1:59.83 |                      |
| 8                 | Ajee Wilson      | Estados Unidos | 2:00.19 |                      |

Legenda
| Recorde mundial       | Recorde mundial (World record)               |                       | Recorde africano                      | Recorde africano (African) |                                           | Q | Classificado por posição (Qualified) |
| Recorde do campeonato | Recorde do campeonato (Championship record)  | Recorde da América    | Recorde da América (Americas)         | q                          | Classificado por melhor tempo (Qualified) |   |                                      |
| Melhor marca do ano   | Melhor marca do ano (World leading)          | Recorde asiático      | Recorde asiático (Asian)              | DNS                        | Não largou (Did not start)                |   |                                      |
| Recorde nacional      | Recorde nacional (National record)           | Recorde europeu       | Recorde europeu (European)            | DNF                        | Não terminou (Did not finish)             |   |                                      |
| Recorde pessoal       | Recorde pessoal do atleta (Personal best)    | Recorde da Oceania    | Recorde da Oceania (Oceania)          | DSQ / DQ                   | Desclassificado (Disqualified)            |   |                                      |
| Recorde da temporada  | Recorde da temporada do atleta (Season best) | Recorde sul-americano | Recorde sul-americano (South America) | NM                         | Sem marca (No mark)                       |   |                                      |